# زمین‌لرزه ۱۹۷۵ لیجه
زمین‌لرزه لیجه  در تاریخ ۶ سپتامبر ۱۹۷۵ میلادی، برابر با ‎۱۵ شهریور ۱۳۵۴، ساعت ۹:۲۰:۱۰ به زمان یوتی‌سی در ترکیه ، منطقه لیجه رخ داد. ژرفای این زلزله ۳۹٫۱ کیلومتر بود، و بزرگی آن ۶٫۷ در مقیاس Ms اعلام شده‌است. زمین‌لرزه به وقت محلی در روز شنبه، ساعت ۱۱ روی داده و منطقه زمانی آن یوتی‌سی +۲ بوده‌است (با لحاظ تغییر ساعت تابستانی).
سازمان زمین‌شناسی آمریکا نیز رومرکز این زمین‌لرزه را در مختصات ۳۸°۲۸′۲۶″شمالی ۴۰°۴۳′۲۳″شرقی / ۳۸٫۴۷۴°شمالی ۴۰٫۷۲۳°شرقی و ژرفای آنرا در ۲۶ کیلومتر گزارش کرده است. بزرگی برگزیدهٔ این سازمان از میان بزرگیهای محاسبه‌شدهٔ مختلف ۶٫۷ در مقیاس Ms بوده و از دید اثر، در میان چهار دسته‌بندی «نامحسوس»، «محسوس»، «زیان‌آور» یا «با تلفات»، زلزله را «با تلفات» اعلام کرده‌است.
شمار کشتگان زلزله حدود ۲۳۷۰ نفر بوده‌است.تعداد زخمیان ۴۵۰۰ نفر برآورده شده‌است.